# Маунт Вернон (Орегон)
Маунт Вернон (енгл. Mount Vernon) град је у америчкој савезној држави Орегон.

## Демографија
По попису из 2010. године број становника је 527, што је 68 (-11,4%) становника мање него 2000. године.
| Група             | 2000.       | 2010.       |
| Белци             | 553 (92,9%) | 497 (94,3%) |
| Афроамериканци    | 1 (0,2%)    | 0 (0,0%)    |
| Азијати           | 0 (0,0%)    | 1 (0,2%)    |
| Хиспаноамериканци | 13 (2,2%)   | 16 (3,0%)   |
| Укупно            | 595         | 527         |